# KStV Flamberg Bonn
| Basisdaten             | Basisdaten                   |
| ---------------------- | ---------------------------- |
| Bundesland:            | Nordrhein-Westfalen          |
| Universität:           | Hochschulen in und bei Bonn  |
| Gründungsdatum:        | 1. November 1924 in Freiburg |
| Prinzipien:            | Scientia, Amicitia, Religio  |
| Ehemaliger Wahlspruch: | Ich dien!                    |
| Website:               | www.flamberg.de              |

Die Katholische Studierendenvereinigung Flamberg, gegründet 1924 in Freiburg als Katholischer Studentenverein (KStV) Flamberg, bis 2007 aktiv unter dem Namen KStV Flamberg zu Bonn, ist eine gemischte, nicht farbentragende, nichtschlagende Studentenverbindung in Bonn. Heute werden in dem Verein diverse und progressivere Formen praktiziert, die sich bewusst vom traditionellen Verbindungswesen distanzieren. Geschlecht, Herkunft, politische, religiöse oder auch sexuelle Orientierung spielen keine Rolle mehr.

## Gründung in Freiburg
Der KStV Flamberg entstand am 1. November 1924 in Freiburg im Breisgau als Abspaltung des KStV Brisgovia Freiburg und trat am 1. Januar 1925 dem Kartellverband katholischer deutscher Studentenvereine (KV) bei. Mitbegründer waren unter anderem der Widerstandskämpfer Josef Wirmer und Hanns Seidel.
Als Prinzipien wurden Scientia – Amicitia – Religio (Wissenschaft – Freundschaft – Religion), als Nichtfarben Schwarz–Weiß–Schwarz und als Wahlspruch das traditionsreiche (u. a. beim Prince of Wales) Ich dien! gewählt und sah sich dem Prinzip der Zeitoffenheit verpflichtet.
Die Abspaltung entstand aus einem Konflikt zwischen einer Gruppe Bier und der Gruppe Geist der Brisgovia. Während ein Teil der Aktiven das althergebrachte Studentenleben weiter zu führen gedachte (die Gruppe Bier), wollte die andere Gruppe, die späteren Flamberger, das Korporationsleben zugunsten einer geistig und religiös tief verankerten, stärker jugendbewegten Gemeinschaft hin verändern (die Gruppe Geist). Der Flamberg lud damals schon externe Fachleute zu Vorträgen ein, so den Philosophen Martin Honecker 1930 zum Thema Philosophie und Weltkrieg. Laut der Biographie Meyers war die Ausgründung des Flambergs ohne die Jugendbewegung nicht denkbar und Ausdruck einer Erneuerungsbestrebung des Verbindungslebens.
Der Name Flamberg bezieht sich auf Flamberge, ein traditioneller Ausdruck für ein geflammtes beidhändig geführtes mittelalterliches Schwert, mit dem der Erzengel Michael als Schutzpatron der Deutschen bevorzugt dargestellt wurde. Bezugnahmen auf diese Waffe waren damals im bündischen Umfeld recht geläufig. Die Verbindung war jedoch zu keinem Zeitpunkt schlagend.
Im Nationalsozialismus wurden alle Aktivitäten, wie bei anderen Verbindungen auch, eingestellt. Der KStV Flamberg löste sich auf Betreiben Franz Meyers auf einer Tagung Anfang März 1934 selbst auf und kam damit der 1935 allgemein verordneten Zwangsauflösung für Studentenverbindungen durch die nationalsozialistische Diktatur zuvor.

## Rekonstitution in der Bundeshauptstadt Bonn
Nach dem Zweiten Weltkrieg ließen sich einige Flamberger in Bonn nieder und rekonstituierten dort im Jahr 1948 die Verbindung, die weiterhin im Kartellverband katholischer deutscher Studentenvereine (KV) eingebunden war. 1955 wurde der Flamberg Heimverein e. V. gegründet, der ein Verbindungshaus von der KStV Frisia angemietet und 1967 schließlich erworben hat. In der Frühzeit der Bundesrepublik gehörten mit Hanns Seidel und Franz Meyers gleichzeitig zwei amtierende Ministerpräsidenten sowie mit Max Adenauer der Sohn des Bundeskanzlers zu der am Regierungssitz ansässigen Verbindung. Meyers Aufstieg aus ärmlichen Verhältnissen und seine politische Karriere sind eng mit dem Flamberg verbunden, der zeitlebens ein wichtiger Bezugspunkt für ihn darstellte. Der Spiegel stellte die Karriere Meyers unter Einbeziehung seiner öffentlichen Präsenz beim Flamberg in Freiburg „Zum Senioren gekürt, paradierte er bei der Rektoratsfeier und zu Fronleichnam in vollem Wichs und arrangierte für den etwas einfältigen Kommersbetrieb politische Diskussionen, ohne dass er sich dabei selber politisch exponierte.“ (Der Spiegel 1958) in einer Titelgeschichte dar.
Konrad Adenauer selbst war bei der Mutterverbindung des Flambergs Brisgovia aktiv gewesen. Der Spiegel thematisierte 1968 die Nachwirkungen der verschiedenen katholischen Netzwerke in den Ministerialbehörden, wie Kanzler Adenauers Vorbehalte gegenüber einzelnen Angehörigen des Cartellverband der katholischen deutschen Studentenverbindungen, wie zum Beispiel Edmund Forschbach. Im Artikel In Bonn schreibt man Zufall mit CV beschrieb der Spiegel die Unterschiede zwischen den Verbindungen überspitzt mit: „CV säuft, KV tanzt, Unitas betet.“ (Der Spiegel 1968)

## Neuausrichtung nach 1989
Die Flamberger begannen nach 1992 über die ADV Penthesilea Frauen entgegen den ursprünglichen Aufnahmekriterien einzuschleusen. Die Aktivitas trat nach einem längeren Findungsprozess (ca. 2005) aus dem KV aus, die Penthesilea wurde aufgelöst. Die ursprüngliche Altherrenschaft ist nach wie vor im KStV Flamberg organisiert, hat aber keine Aktivitas mehr. Die katholische Studierendenvereinigung Flamberg umfasst weibliche und männliche Aktive von Fachhochschulen wie Universitäten wie auch die seit 2007 philistrierten Altflamberger.
Die Studierendenvereinigung Flamberg nimmt als nach dem eigenen Selbstverständnis moderne Studierendengemeinschaft weibliche und männliche Studenten gleichberechtigt auf. Es gibt keine Probe- oder Fuchsenzeit, über die Aufnahme wird auf schriftlichen Antrag vom Konvent entschieden.
Die Vereinigung besetzt die Chargen des Seniors/Seniora und des Konseniors/Konseniora doppelt mit männlichen und weiblichen Aktiven, der Schriftwart wird nur von einem Aktiven versehen.
Die Semesterprogramme beinhalten ein Semesterthema (2012 Gemeinschaft, Bewegung, Revolution) und beginnen und schließen das Semester mit Programmpunkten, die einerseits der ursprünglich katholischen Ausrichtung des Flamberg gerecht werden, aber andererseits auch eine vielfältigere Form von Religion darstellen. Statt Kneipen werden Semesteranfang und -ende mit Partys begangen. Daneben finden Stiftungsfeste, Vorträge, Konvente und Gesellschaftsabende statt.

## Bekannte Mitglieder
In alphabetischer Reihenfolge
- Max Adenauer (1910–2004), Politiker (CDU), Oberstadtdirektor von Köln, Sohn Konrad Adenauers
- Friedrich Wilhelm Bosch (1911–2000), Jurist und Hochschullehrer, Nestor des deutschen Familienrechts
- Hans Daniels (* 1934), Politiker (CDU), 1983 bis 1990 MdB, von 1975 bis 1994 Oberbürgermeister der Stadt Bonn
- Hans Dichgans (1907–1980), Politiker (CDU), 1961 bis 1972 MdB, 1961 bis 1970 Abgeordneter im europäischen Parlament
- Jochen Dieckmann (* 1947), Politiker (SPD), Justiz- (1999–2002) und Finanzminister (2002–2005) von Nordrhein-Westfalen
- Bernard Henrichs (1928–2007), katholischer Priester, Dompropst der Hohen Domkirche zu Köln
- Guido Hertel (1903–1963), Jurist und Präsident des Bundesrechnungshofes
- Rudolf Hoberg (* 1936), Professor für Sprachwissenschaft und ehemaliger Vorsitzender der Gesellschaft für deutsche Sprache (GfdS)
- Bernhard Kötting (1910–1996), katholischer Kirchenhistoriker, Patrologe und Christlicher Archäologe, Hochschullehrer
- Klaus Mertes SJ (* 1954), Priester, Gymnasiallehrer
- Franz Meyers (1908–2002), Politiker (CDU) und Ministerpräsident Nordrhein-Westfalens
- Wiegand Pabsch (1932–2023), Deutscher Botschafter in Santiago de Chile und in Buenos Aires
- Julia Seeliger (* 1979), Journalistin und Politikerin (vormals Bündnis 90/Die Grünen, heute SPD)
- Hanns Seidel (1901–1961), Politiker (BVP, später CSU), Bayerischer Ministerpräsident
- Ernst Wirmer (1910–1981), langjähriger Ministerialdirigent im Bundesverteidigungsministerium
- Josef Wirmer (1901–1944), Jurist und Widerstandskämpfer gegen den Nationalsozialismus